# Banatski kulturni centar
Banatski kulturni centar je prvi privatni kulturni centar u Srbiji. Ova porodičana kreativna industrija bavi se umetničkim stvaralaštvom, produkcijom i različitim vidovima delovanja u kulturi. BKC organizuje brojne kulturne programe po čitavoj Vojvodini, Srbiji i u inostranstvu. Banatski kulturni centar ima razvijenu izdavačku produkciju, redovno izlaže na sajmovima knjiga, a organizuje više tradicionalnih manifestacija i festivala godišnje nudeći svojim radom jedinstveni koncept delovanja u kulturi.
Rad Banatskog kulturnog centra odlikuje i delovanje sa lokalnog nivoa na globalni kroz umetnost i književnost, kao i negovanje tradicije i koncepta istorijskog multikulturalnog Banata.
Osnivač i direktor ovog porodičnog kulturnog centra sa sedištem u Novom Miloševu je književnik Radovan Vlahović.

## Razvoj
Pod ovim imenom, Banatski kulturni centar počinje sa radom 2006. godine, a prethodili su mu, takođe, privatni oblici delovanja: Pozorište u prirodi osnovano 1985. godine u Krušedolu, Kulturno dvorište osnovano 1986. godine u Novom Miloševu, kao i izdavačka i kulturološka delatnost kompanije Novi Zenit u devedesetim godinama.

## Programi
BKC organizuje različite kulturne programe (književne, likovne, muzičke, pozorišne, filmske, multimedijalne...) u zemlji i inostranstvu. Banatski kulturni centar organizovao je preko 1000 različitih programa.

## Izdavaštvo
2008. godine pokrenuta je izdavačka delatnost BKC-a i do sada je objavljeno je preko 550 naslova u oblasti književnosti, umetnosti i nauke autora iz preko 20 zemalja sveta, brojni prevodi na 12 stranih jezika, a izdanja su ponela i mnoge nagrade.
Izdavaštvo Banatskog kulturnog centra – BKC KNJIGE – karakteristično je po objavljivanju knjiga iz sledećih oblasti:
- savremena poezija i proza, domaćih i stranih autora
- istoriografske naučne studije, među kojima se posebno izdvajaju one koje su vezane za istoriju Banata
- monografije, naučne i esejističke studije u oblasti književnosti, umetnosti, medija, filozofije, sociologije... 
- prevodi sa srpskog na strane jezike i višejezične knjige, kao i dela pisana na stranim jezicima (prevodi su uglavnom na jezike naroda Banata, ali i druge strane jezike)
- prve knjiga mladih autora, iz oblasti lepe književnosti i nauke (master, doktorski radovi i druge studije)
- dela koja neguju baštinu, zavičajnu tradiciju i stvaralaštvo
- i dr. 
BKC KNJIGE ima sledeće edicije: BANAT, ISTORIJA, POEZIJA, PROZA, ROMAN, PREVODI, PRVA KNJIGA, BAŠTINA, OGLEDI, PALEJA, STUDIJE, SOCIOLOGIJA....
Ministarstvo kulture Republike Srbije redovno izlaže izdanja BKC-a na stranim jezicima na nacionalnom štandu na sajmovima u inostranstvu (Frankfurt, Lajpcig...).
2011. godine, Banatski kulturni centar među prvima u Srbiji počinje sa objavljivanjem elektronskih izdanja knjiga.
U periodu 2016–2019. BKC objavljuje Elektronski časopis za književnost i umestnost mladih REZ .

## Manifestacije
Banatski kulturni centar je osnivač i organizator manifestacija: 
- Evropski fejsbuk pesnički (Novosadski sajam,  2010–2019)
- Festival ilustracije knjige „BookILL Fest“ (Novosadski sajam, 2012–2019)
- Proleće Sime Cucića (od 2008)
- Dani Teodora Pavlovića u saradnji sa Maticom srpskom (od 2000)
- Slovo ljubve (prethodno Sija knjiga majke Angeline) (od 2011)
- Pesnička republika (od 2016)
- BKC je partner u oraganizaciji manifestacija: – Dani Miloša Crnjanskog (od 2019)  – Sremčevi dani u Elemiru (od 2010)

## Sajmovi
Banatski kulturni centar svake godine izlaže i promoviše svoja izdanja na beogradskom i novosadskom sajmu knjiga. Na sajmovima knjiga u Frankfurtu i Lajpcigu izlaže prevode dela srpskih pisaca na nemački jezik na štandu Ministarstva kulture Republike Srbije.

## Nagrade
Projekti, autori i rad Banatskog kulturnog centra nagrađeni su različitim priznanjima:
- Nagrada za najbolju monografiju na 53. međunarodnom beogradskom sajmu knjiga 2009. godine koju je žiri ULUPUDS-a dodelio za fotomonografiju Fotografije Ljubomira Kojića u izdanju BKC-a
- Zahvalnica za saradnju, pomoć i podršku u ostvarivanju naučnih, književnih i kulturnih programa Matice srpske Radovanu Vlahoviću, osnivaču i direktoru BKC-a, 2009. godine
- Specijalno priznanje Ambasador kulture Banata Radovanu Vlahoviću, osnivaču i direktoru BKC-a, u okviru projekta Evropske unije Euro Banat – kulturni identitet, 2009. godine
- Nagrada Teodor Pavlović Radovanu Vlahoviću, osnivaču i direktoru BKC-a, za književni rad i kulturno pregalaštvo, 2010. godine
- Medalja Simo Matavulj Udruženje književnika Srbije Banatskom kulturnom centru dodeljena na godišnjoj skupštini Udruženja 2012. godine u Beogradu
- Povelja Književne omladine Srbije dodeljena je Banatskom kulturnom centru na 57. međunarodnom beogradskom sajmu knjiga 2012. godine
- Zlatna značka Kulturno prosvetne zajednice Srbije Radovanu Vlahoviću, osnivaču i direktoru BKC-a, za dugogodišnji doprinos razvijanju kulturnih delatnosti, 2013. godine
- Nagrada dečje kritike Dositejevo pero za roman za decu Pisma Andriji Nade Kljajić u izdanju BKC-a 2014. godine
- Brankova nagrada Matice srpske za esej Viktoru Škoriću, autoru BKC-a, 2014. godine
- Književna nagrada Aladin Lukač za zbirku poezije Pseudoton Jelene Blanuše u izdanju BKC-a za najbolje ostvarenje pesnika do 28 godina na području Srbije, Bosne i Hercegovine, Crne Gore i Hrvatske, 2015. godine
- Zlatna značka Kulturno prosvetne zajednice Srbije Bogdanki Rakić, autorki BKC-a, za dugogodišnji doprinos razvijanju kulturnih delatnosti, 2015. godine
- Književna nagrada Andra Gavrilović dr Milanu Miciću, autoru BKC-a, 2015. godine
- Velika povelja Stevan Sremac dr Milanu Miciću, autoru BKC-a, 2015. godine
- Brankova nagrada Društva književnika Vojvodine za 2015. godinu za knjigu Pseudoton Jelene Blanuše u izdanju BKC-a za najbolju knjigu pesama mladog autora na srpskom jeziku
- Nagrada ULUPUDS-a za najbolju knjigu u kategoriji teorije vizuelne komunikacije na 60. Međunarodnom beogradskom sajmu knjiga 2015. za knjigu „Video-ilustracija knjige: novi pogled na ilustraciju i kreiranje imidža knjige u javnosti“ Senke Vlahović u izdanju BKC-a i Akademije umetnosti u Beogradu
- Zahvalnica Gradske biblioteke u Novom Sadu Banatskom kulturnom centru 2015. godine
- Zahvalnica Saveza Srba u Rumuniji povodom manifestacije „Dani Dušana Vasiljeva" u Čeneju u Rumuniji 2016.
- Nagrada za životno delo Međunarodnog festivala novinara koji prate poljoprivredu i selo u Bogatiću - Branislavu Gulanu, autoru Banatskog kulturnog centra, 2016.
- Nagrada za životno delo Saveza novinara Srbije i Crne Gore Branislavu Gulanu, autoru Banatskog kulturnog centra, 2016.
- Nagrada Braća Micić autoru Banatskog kulturnog centra dr Milanu Miciću 2017.
- Specijalna povelja Vladimir Ćorović za 2018. SPKD Prosvjeta OO Gacko iz Republike srpske dodelilo je za knjigu „Amerikanci – srpski dobrovoljci iz SAD (1914–1918)” autora dr Milana Micića u izdanju BKC-a
- Književna nagrada Rastko Petrović za 2018. godinu, koju dodeljuje Matica iseljenika i Srba u regionu, za knjigu Pevam danju, pevam noću: Pisma Mini Karadžić autorke Svetlane Matić u izdanju BKC-a
- Nagrada za najbolju međunarodnu zbirku poezije objavljenu izvan naklade Hrvatskog književnog društva za 2018. Hrvatsko književno društvo dodelilo je za knjigu Nebo je svuda iste boje autorke Ivane Papeš Bogosavljev u izdanju BKC-a
- Nagrada Vojin Milić za najbolju sociološku knjigu domaćeg autora u 2018. godini, koju dodeljuje Srpsko sociološko društvo za knjigu Fabrika: Industrija u post-socijalističkoj Srbiji doc. dr Marice Šljukić
- Priznanje Književne radionice Kordun Banatskom kulturnom centru, 2019.
- Nagrada Sunčani sat Radovanu Vlahoviću za književno delo i podsticaj literarnog stvaralaštva mladih, Sremska Mitrovica, 2020.
- Povelja počasnog građanina grada Sirmiuma Radovanu Vlahoviću, Sremska Mitrovica, 2020.
- Međunarodna književna nagrada Zlatni prsten Radovanu Vlahović, Makedonija, 2020.
- Godišnja nagrada ULUPUDS-a Beograd Senki Vlahović 2021. godine (za stvaralaštvo u 2017. godini)
- Književna nagrada Karolj Sirmai Radovanu Vlahoviću za knjigu pripovedaka Sve je u glavi 2021. godine
- Godišnja nagrada ULUPUDS-a Senki Vlahović 2022. godine (za stvaralaštvo u 2020. godini)
- Knjiga godine Društva književnika Vojvodine za 2021. godinu za roman „Noćni razgovori sa sestrom” Radovana Vlahovića
- Međunarodna književna nagrada Radovanu Vlahoviću „Naji Naaman”, Liban 2022.
- Zlatna medalja Predsednika republike Srbije za izuzetne zasluge u javnim i kulturnim delatnostima, posebno u oblasti književnosti Radovanu Vlahoviću, Vidovdan 2022.
- Zlatna medalja Kulturno prosvetne zajednice Srbije i Susreta sela Srbije Radovanu Vlahoviću 2022.
- Pečat varoši sremsko-karlovačke Perici Markovu za knjigu pesama Ognjište u izdanju BKC-a, 2022.
- Pokrajinsko priznanje „Ferenc Feher“ za poseban doprinos razvoju kulture Banatskom kulturnom centra, AP Vojvodina, 2022. godine

## Prostor
Banatski kulturni centar ima sedište u sopstvenom prostoru (u vlasništvu osnivača Radovana Vlahovića) koji poseduje galeriju i biblioteku (400m2 na dva nivoa). Prostor je opremljen za izlagačku delatnost i organizaciju različitih kulturnih dešavanja.

## Spoljašnje veze
- Banatski kulturni centar
- Knjige Banatskog kulturnog centra